# CASA Espacio
La CASA Espacio è un'azienda aerospaziale spagnola sussidiaria della EADS-CASA, specializzata in progettazione e realizzazione di protezioni termiche ed attrezzature di controllo per applicazioni spaziali.
A seguito della riorganizzazione della EADS del 2003 diventa di proprietà dell'EADS Astrium Group assumendo la denominazione CASA Espacio. L'azienda, dal gennaio 2004 con sede a Madrid, impiega circa 340 dipendenti.
| Controllo di autorità | VIAF (EN) 1672145857051222921332 |